# Epipogium roseum
Epipogium roseum är en orkidéart som först beskrevs av David Don, och fick sitt nu gällande namn av John Lindley. Epipogium roseum ingår i släktet skogsfrur, och familjen orkidéer. Inga underarter finns listade i Catalogue of Life.

## Bildgalleri

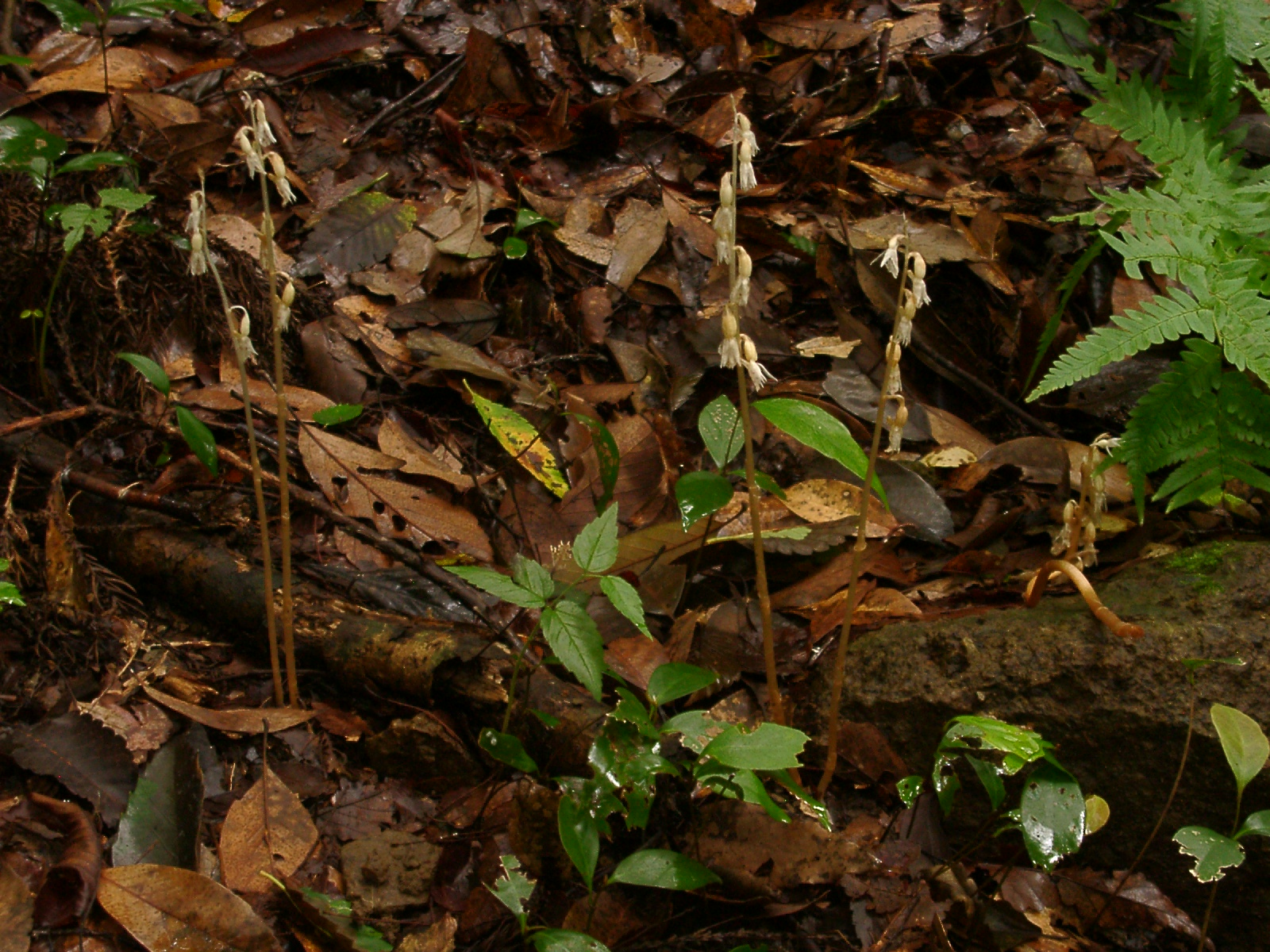
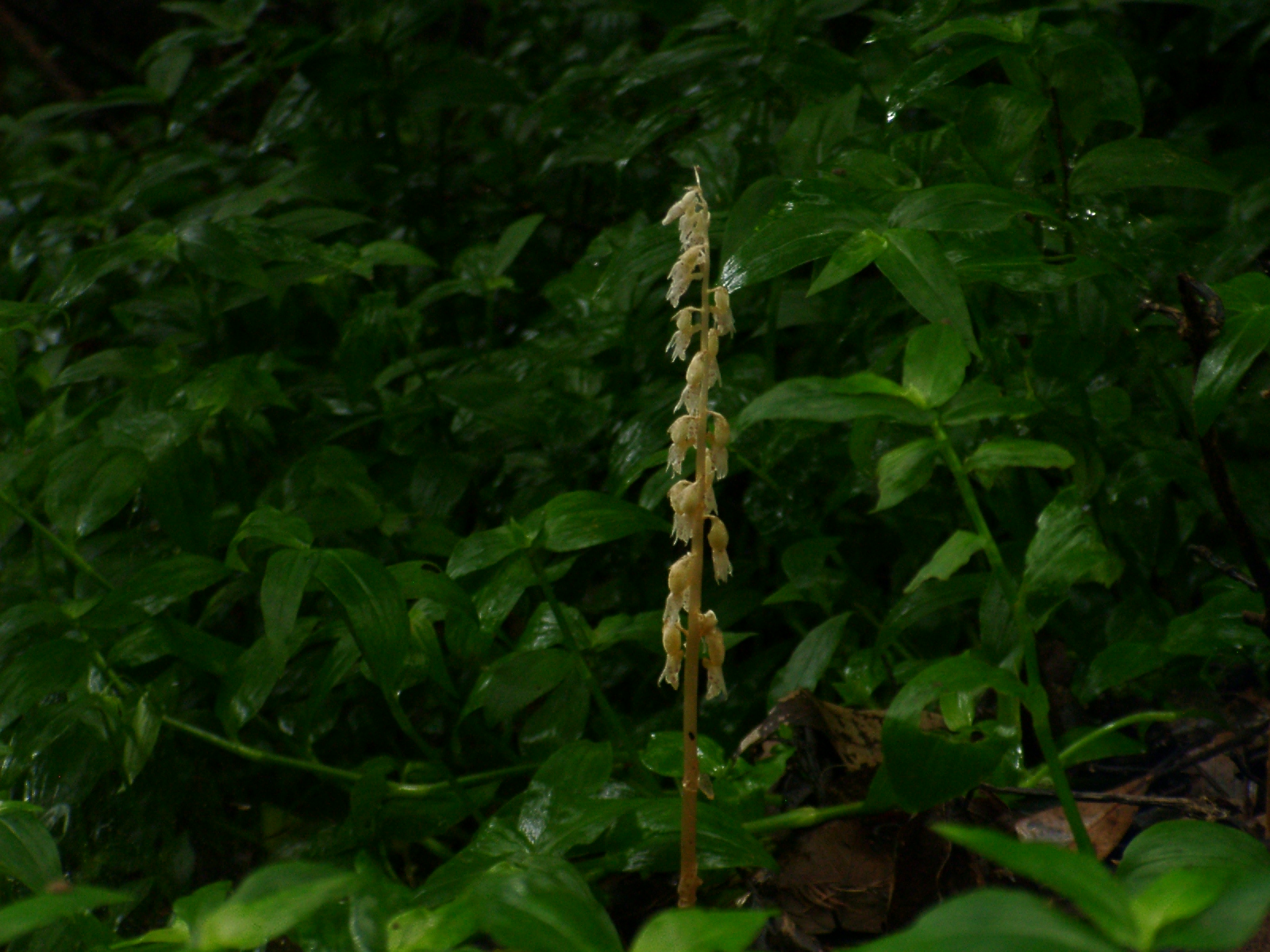
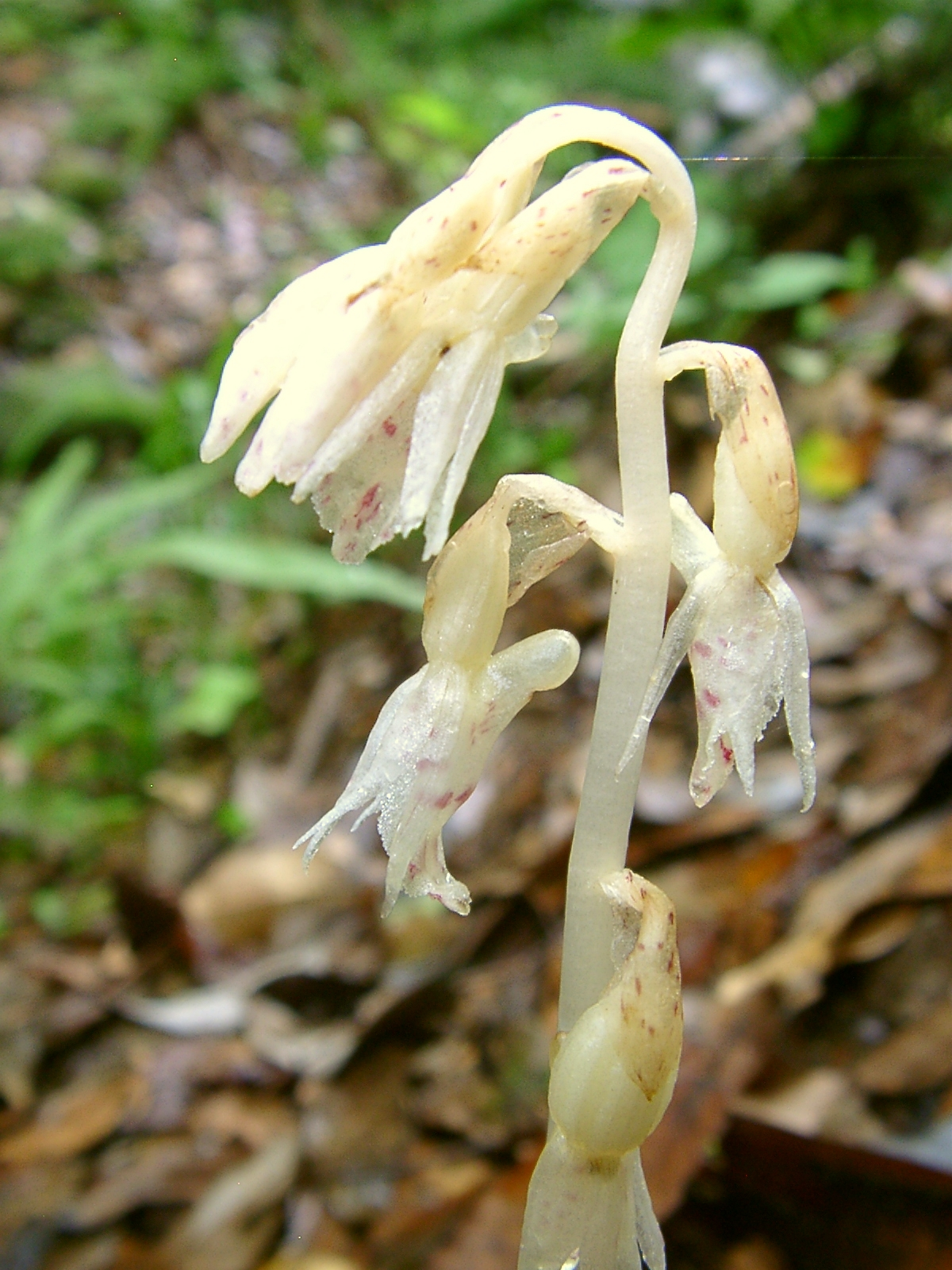